# Erlöser-Verklärungs-Kloster (Staraja Russa)
Koordinaten: 57° 59′ 38″ N, 31° 21′ 40″ O
Das Erlöser-Verklärungs-Kloster (russisch Старорусский Спасо-Преображенский мужской монастырь) ist ein inaktives Männerkloster der russisch-orthodoxen Kirche in Staraja Russa. Es befindet sich im Nordosten der Stadt, nicht weit vom rechten Ufer des Flusses Polist entfernt.

## Geschichte

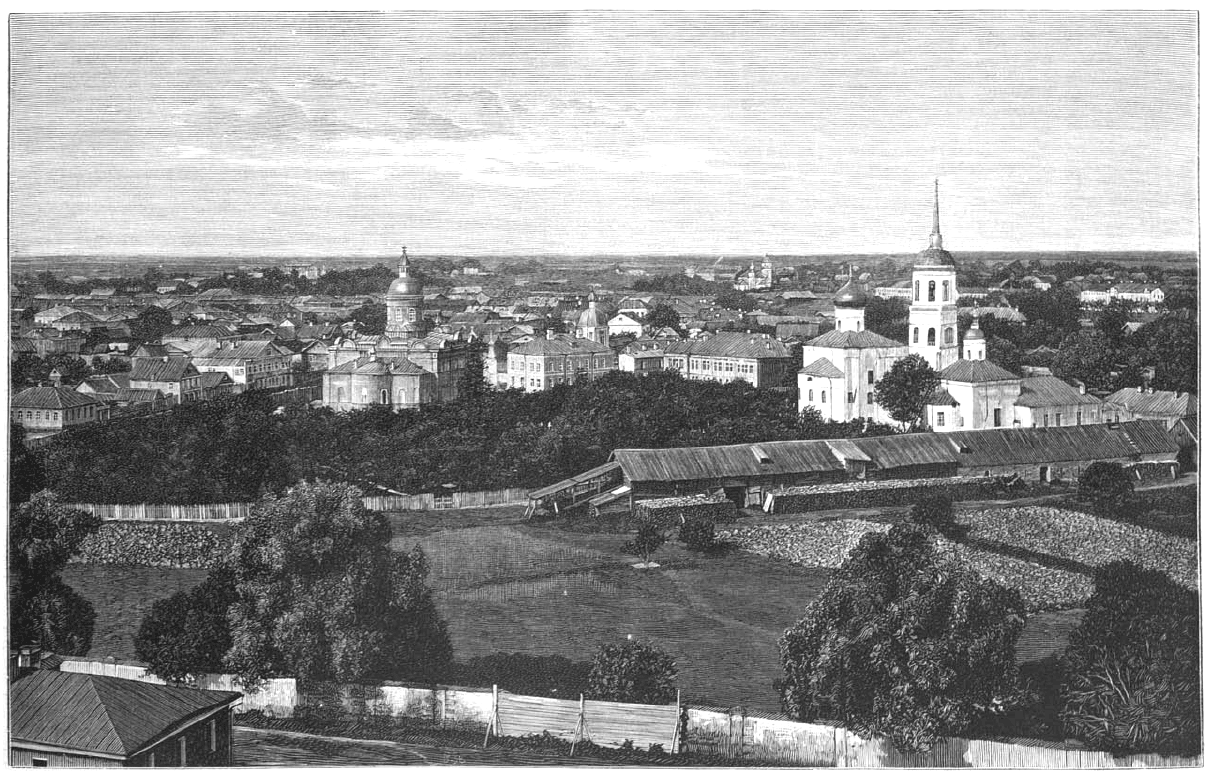
Staraja Russa. Erlöser-Verklärungs-Kloster. Gesamtansicht des Klosters von der Ostseite. Kupferstich von E. Unmuth nach einer Fotografie von W. Kusnezow (1892).

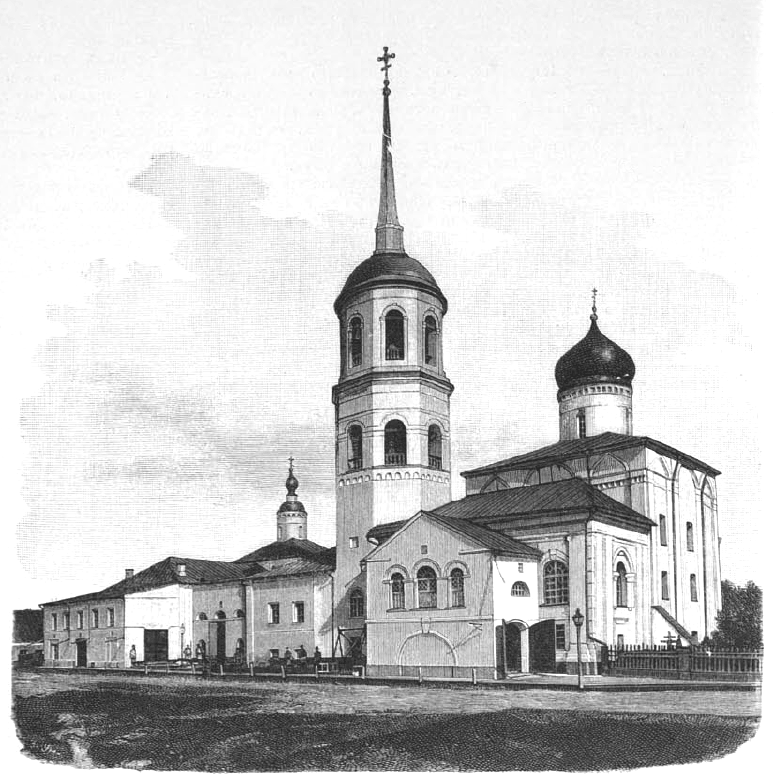
Die alten Kirchen des Klosters: die Kathedrale der Verklärung des Herrn, die Kirche der Lichtmess und die Kirche der Geburt Christi. Kupferstich von E. Unmuth nach einer Fotografie von W. Kusnezow (1892).

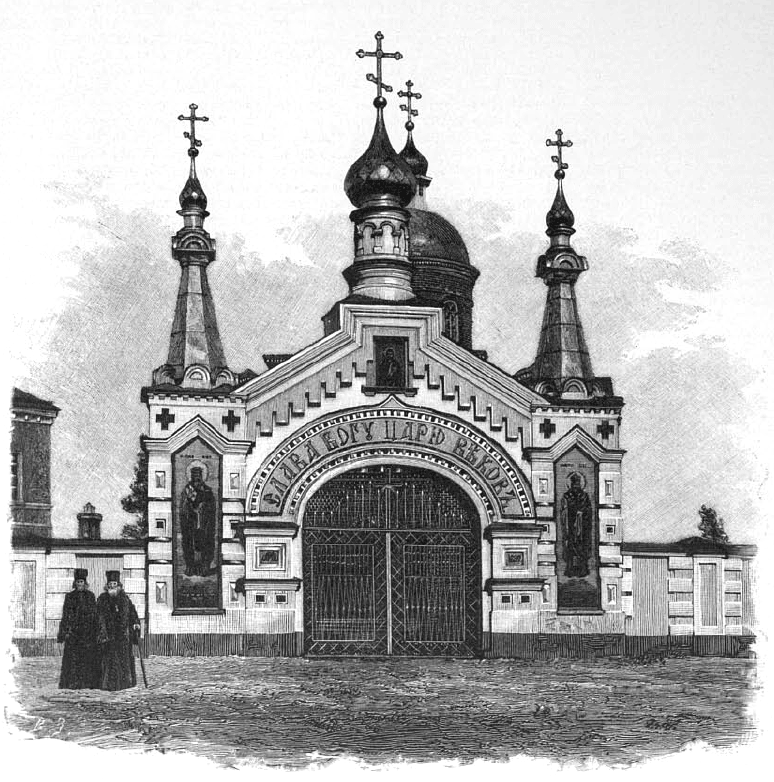
Das neue Klostertor wurde anlässlich des 700-jährigen Bestehens des Klosters (im August 1892) errichtet. Kupferstich von W. Seipel nach einer Fotografie von W. Kusnezow (1892).

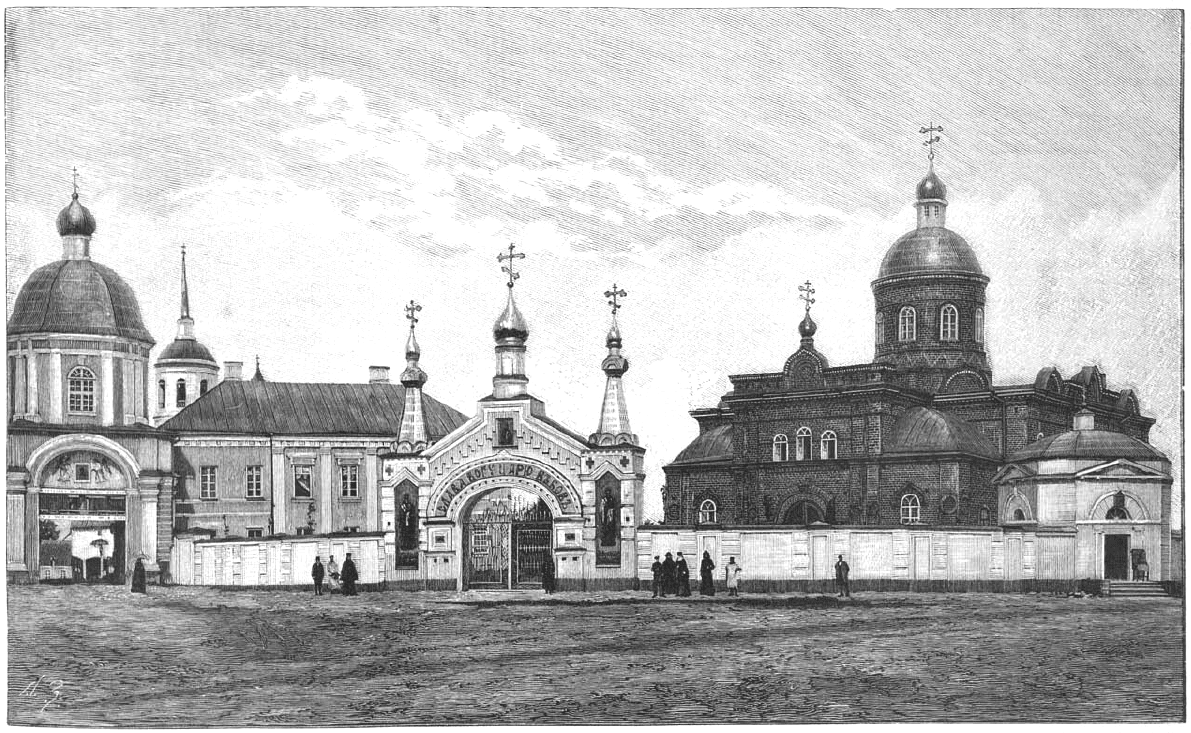
Blick auf das Kloster von Südwesten. Kupferstich von A. I. Subtschaninow nach einer Fotografie von w. Kusnezow (1892).

Das Kloster wurde Ende des zwölften Jahrhunderts unter dem Nowgoroder Fürsten Jaroslaw Wladimirowitsch und dem Herrscher von Nowgorod, dem heiligen Erzbischof Gregor, gegründet. Der Gründer und erste Hegumen des Klosters war der Nowgoroder ersten Chronik zufolge der Mönch Martirij, der aus Staraja Russa stammte und später den Beinamen Ruschanin trug. Im Jahr 1192 errichtete er eine Holzkirche namens Verklärung des Herrn, die im selben Jahr am Fest Mariä Himmelfahrt vom Heiligen Gregor, dem Erzbischof von Nowgorod, geweiht und zum Kloster ernannt wurde. Über den Bau dieser Kirche heißt es in der Nowgoroder Chronik unter dem Jahr 6700 (1192):
Im selben Sommer errichteten sie in Rus auf einer Insel eine Kirche mit Hegumen Martirij namens der heiligen Verklärung, bauten ein Kloster und gaben den Bauern Unterkunft.
Bald darauf brannte die Holzkirche ab, und Martirij Ruschanin, der 1193 zum Erzbischof erhoben wurde, befahl, an ihrer Stelle eine steinerne, einschiffige Kirche zu errichten. Der Bau dauerte vom 24. Mai bis zum 31. Juli 1196, doch die Weihe nahm der heilige Erzbischof Martyrij an Mariä Himmelfahrt vor, also an dem Tag, an dem auch die erste Kirche geweiht wurde. 1199 schmückte Erzbischof Mitrophan, der Nachfolger von Martyrij, die „Herrschaftskirche des Erlösers“ im altrussischen Kloster mit Wandmalereien.
Ursprünglich hieß das Kloster „in Rus in der Vorstadt“, später wurde es Erlöser- bzw. Erlöser-Verklärungs-Kloster genannt. Der Ort, an dem es gegründet wurde, wurde auch „Insel“ genannt, weil das angrenzende Kloster und die Poliste eine Insel bildeten.
In der ersten Hälfte des dreizehnten Jahrhunderts fielen die Litauer wiederholt in Nowgoroder Gebiete ein. Bei einem dieser Überfälle im Jahr 1234 raubten die Litauer das Kloster aus und töteten vier Mönche. Mehr als 200 Jahre lang war der vom heiligen Erzbischof Martirius gegründete Steintempel völlig baufällig und drohte durch den Zahn der Zeit und die Verwüstungen der Litauer einzustürzen. Im Jahr 1442, während der Herrschaft von Fürst Wassilij II., dem Erzbischof von Nowgorod, ließ der Heilige Euthymius II. diese Kirche abreißen und an ihrer Stelle (sowie auf den erhaltenen Fundamenten) eine neue, steinerne Kirche errichten, die viel höher als die alte war und mit Ikonenmalerei verziert wurde.
Während der Smuta wurde das Kloster wiederholt von den Schweden verwüstet. In einem detaillierten Bestandsverzeichnis von Staraja Russa, das der Bojar Alexander Tschoglokow 1625, acht Jahre nach der Befreiung der Stadt von den Schweden, anfertigte, heißt es, dass das Erlöser-Verklärungs-Kloster in der Stadt ruiniert und die umliegenden Höfe niedergebrannt worden seien. Nach der Verwüstung durch die Schweden wurde die Verklärungskirche dank der Bemühungen des Hegumen Abrahami im Jahr 1628 wieder aufgebaut, und eine steinerne Vorhalle wurde anstelle der hölzernen errichtet. Außerdem befanden sich nach der Zerstörung im 16. Jahrhundert im Kloster zwei Holzkirchen: die Kirche der Geburt Christi und die Kirche der Lichtmess. Im Jahr 1630 wurde ein steinerner dreistöckiger Glockenturm errichtet, und die hölzernen Kirchen der Geburt Christi und der Lichtmess wurden durch steinerne Kirchen ersetzt.
Nach dem Bestandsverzeichnis von 1739 verfügte das Kloster neben drei Steinkirchen (eine davon mit Küche, Refektorium und Vorratsräumen) und einem Glockenturm auch über hölzerne Archimandriten-, Bruder-, Spital- und Wohnräume mit Sälen und Vorratskammern, eine Kwas-Brauerei, eine Mälzerei, Sauerteig- und Bierkeller, einen Stall, Brotställe, eine „Arbeiterbaracke“, ein Badehaus, ein Dreschhaus mit Reigern, mehrere Gärten und Obstgärten. Das Kloster war von einem Zaun einer Länge von 263 Saschen mit Steinen und zwei hölzernen Toren umgeben. Zu Beginn des 18. Jahrhunderts wurde das Kosmodemnanskij-Kloster dem Kloster angegliedert, im Jahr 1752 das Leochnowskij-Kloster und im Jahr 1764 das Kretschew-Nikolajewskij-Kloster. In denselben Jahren wurden im Erlöser-Verklärungs-Kloster Archimandriten eingesetzt. In den Aufzeichnungen von 1768 sind alle Gebäude des Klosters (mit Ausnahme der Kirchen) aus Holz, während der einstöckige steinerne Abtskomplex erst in den späten 1780er Jahren entstand. Wahrscheinlich hängt es damit zusammen, dass das Erlöser-Verklärungs-Kloster bei der Gründung des geistlichen Personals im Jahre 1764 nur der dritten, der niedrigsten, Klasse angehörte.
Am Ende des 17. und zu Beginn des 18. Jahrhunderts gehörte das Kloster mit seinem Grundbesitz zu den reichsten Klöstern. Doch ab 1764 verlor es, wie viele andere Klöster auch, seine Lehen und damit seine wichtigsten Lebensgrundlagen.
Als 1764 Klosterklassen eingerichtet wurden, gehörte das Kloster in Staraja Russa zu den regulären Klassen der dritten Klasse. Zu Beginn des 19. Jahrhunderts wurde im Kloster eine theologische Schule eingerichtet. Es wurden mehrere steinerne Gebäude errichtet und ein steinerner Zaun mit Türmchen aufgestellt. Der Vordereingang von der Alexandrowskaja-Straße durch das Südtor mit dem achteckigen Turm darüber, in dem sich die Allerheiligenkirche befand, wurde wegen der Enge und Unbequemlichkeit bald abgeschafft. Der Narthex der Geburtskirche und das alte Refektorium wurden durch einen steinernen Bau verbunden. Am 15. März 1830 wurde das Kloster in die zweite Klasse erhoben, was mit einer Gehaltserhöhung für das Personal einherging. In den 1880–1890er Jahren wurden eine neue große Kathedrale zu Ehren der Heiligen der Stadt errichtet - die Ikone der Gottesmutter von Staraja Russa - und einige Steinbauten. Das Gebiet östlich des Zentrums wurde von einem Garten und einem Friedhof eingenommen, auf dem seit Anfang des 19. Jahrhunderts berühmte Bürger der Stadt gegen eine bestimmte Gebühr bestattet werden durften. Am 10. Januar 1892 wurde das Kloster als ein Kloster erster Klasse eingestuft.
Von der Gründung des Klosters bis 1798 hatten die Leitung der Abtei Hegumen inne, mit Unterbrechungen auch Pfarrern und Archimandriten. Von 1798 bis 1917 wurde das Kloster von Archimandriten geleitet. Von 1917 bis 1922 wurde das Kloster von Bischof Dimitrij (Sperowskij) geleitet. Nach der Schließung des Klosters wurde der größte Teil der Kirchengebäude nicht zerstört, nur die Nebengebäude wurden in Mitleidenschaft gezogen. An ihrer Stelle wurden Wohnhäuser gebaut. Während des Deutsch-Sowjetischen Krieges befand sich im Kloster eine deutsche Kommandantur. Während der Kämpfe um die Stadt wurde das Kloster schwer beschädigt. In den 1960er Jahren wurden unter der Leitung von Tamara Wiktorowna Gladenko Restaurierungsarbeiten durchgeführt. Nach seiner Fertigstellung im Jahr 1973 wurde das Museum für Landeskunde in den Gebäuden des Klosters untergebracht.
Von der Klosteranlage sind heute noch vier Steinkirchen, zwei Steingebäude aus dem 19. Jahrhundert und das Tragwerk der Kathedrale der Ikone der Gottesmutter von Staraja Russa, die als Sportschule umgebaut wurde, erhalten.

## Kirchen

### Verklärungskathedrale
Die hölzerne Kirche wurde 1192 von Abt Martirij gebaut und brannte offenbar zwei Jahre später bei einem Brand nieder, der die Stadt zerstörte. Im Jahr 1198 errichtete Abt Martirij in dem von ihm gegründeten Kloster eine Steinkirche. In der Mitte des XV. Jahrhunderts wurde sie fast bis auf den Grund abgerissen und auf den alten Fundamenten neu errichtet. Später in den 1690er Jahren und zu Beginn des 19. Jahrhunderts wurde sie mehrfach umgebaut.
Nach der Oktoberrevolution war die Kirche eine der ersten, die in den 1920er Jahren geschlossen wurde. Möglicherweise wurde sie seit 1930 als Getreidespeicher genutzt, wie auch andere Kirchen in Nowgorod und Staraja Russa. Während des Krieges wurde die Kirche schwer beschädigt: das Mauerwerk wurde stellenweise zerstört, es gab Risse an der nördlichen Apsis, und im unteren Teil der Südfassade sowie an der Nordseite des Tambours, die Südwand des Narthex wurde vollständig zerstört, die Wände der Kirche sind mit Rissen und Spalten übersät.
Bis zur Erweiterung der Kirche im Jahr 1806 nach Westen durch eine Vorhalle, die Archimandrit Moses anbauen ließ, war die Kirche quadratisch. Bis 1835, als Archimandrit Antonius einen zweistöckigen Vorbau anbrachte, befand sich der Eingang zur Kirche ebenfalls im Vorbau.
Die Kuppel der Kathedrale war ursprünglich mit Pflugscharen bedeckt, aber unter Abt Hermann wurde sie 1786 mit poliertem Zinn ausgekleidet, und der Apfel (die Kugel, die die Kuppel krönt und sich unter dem Kreuz befindet) und das Kreuz wurden vergoldet. Das hölzerne Dach wurde 1816 unter Archimandrit Dionysius mit Eisenblech gedeckt und mit Kupferstichen verziert.
Im Jahr 1805 wurde unter Archimandrit Moses ein Reliquienschrein mit Reliquien verschiedener Heiliger aus der Nowgoroder Sophienkathedrale in die Kirche übertragen. Die Innendekoration der Kirche wurde mehrfach geändert: 1199 und 1442 wurden die Wände bemalt, 1801 erlaubte das Nowgoroder Konsistorium dem Archimandriten Innozenz, die Wände „in griechischer Schrift“ zu bemalen, und 1837 bemalte Archimandrit Anthonij erneut „die Wände“ zusammen mit der Erneuerung der Ikonostase.

### Kirche der Geburt Christi
Die Kirche der Geburt Christi schließt sich auf der Nordseite an den Glockenturm an. Die Vorhalle der Kirche ist im ersten Stock mit der Kirche „unter den Glocken“ verbunden. Dank der Chroniken und Felddaten der Restauratoren datiert W. Jadryshnikow den Bau der Holzkirche auf 1620 und den der Steinkirche auf 1630.
1835 wurde in der Unterkirche, die 1892 aufgelöst wurde, die Kirche für Kosma und Damian errichtet. Gleichzeitig wurde ein steinerner Anbau errichtet, der den Narthex der Geburtskirche mit dem Refektorium verbindet. 1892 wurde die Geburtskirche an die kirchliche Schule übergeben. Nach der Revolution beherbergte das Gebäude der Kirche das Bezirksarchiv.
Die Kirche wurde während des Krieges und in der Nachkriegszeit stark beschädigt. Nach der Restaurierung wurde das Obergeschoss der Kirche als Ausstellungsraum für das Heimatmuseum und das Untergeschoss als Lagerraum für die Sammlungen genutzt.

### Kirche der Lichtmess mit Refektorium
Die Kirche der Lichtmess mit Refektorium liegt acht Meter von der Geburtskirche entfernt. Der Bau wurde 1630 auf der Grundlage einer älteren Holzkirche aus den 1530er bis 1540er Jahren errichtet. Es handelt sich um ein Klosterrefektorium mit einer Kirche. Sie besteht aus zwei Gebäuden: der Kirche selbst und dem Refektorium. An der Nordseite grenzte früher das zweistöckige steinerne Gebäude der Bruderschaft an. Die Besonderheiten der Kirche sind ihre Asymmetrie (die Kirche befindet sich nicht genau auf der Längsachse des Refektoriums, sondern ist nach Süden verschoben) und die strenge dekorative Lösung.
In den 1940er Jahren wurde das Gebäude schwer beschädigt: Dach und Sparrenwerk, Teile des Gewölbes der Kirche und des Refektoriums gingen verloren, und viele Bereiche waren einsturzgefährdet.

### Kirche der Ikone der Gottesmutter von Staraja Russa
1888 wurde die wundervolle Ikone der Gottesmutter von Staraja Russa, die sich seit 1570 in Tichwin befunden hatte, nach Staraja Russa zurückgebracht. Zu ihrer Aufbewahrung wurde im Juni 1889 die Kathedrale der Ikone der Gottesmutter von Staraja Russa errichtet, die am 31. August 1892 geweiht wurde.
In den 1960er Jahren wurde die Kathedrale umgebaut und in eine Sportschule umgewandelt.

### Glockenturm
Der vierstöckige Glockenturm grenzt an die Vorhalle der Erlöserkirche. Er wurde nach den „schwedischen Verwüstungen“ Ende der 1620er Jahre errichtet. Es handelt sich nicht um einen gewöhnlichen Glockenturm, sondern um eine Pfeilerkirche „unter den Glocken“, oder einfach „Pfeiler“. Im Jahr 1818 wurde der Glockenturm stark umgebaut: Sein Abschluss wurde abgebaut, ein zusätzlicher runder Rang wurde hinzugefügt, einige Fenster wurden dabei zerstört und das Glockenspiel sowie ein Teil der Verzierungen vernichtet. Im 18. Jahrhundert wurde das Erdgeschoss als Lagerraum für Staatswein vermietet.
Im Jahr 1930 ging der Helm verloren, im Jahr darauf wurden die Glocken entfernt. Während des Krieges errichteten die Deutschen einen Stahlbetonbunker auf dem oberen Rang. Im Zuge der Restaurierungsarbeiten wurde festgestellt, dass von allen Nowgoroder Säulenkirche diejenige in Staraja Russa in ihrer vollen Form erhalten geblieben war, und es wurde beschlossen, den Überbau aus dem 19. Jahrhundert abzubauen und die Kirche in ihrer alten Form wiederherzustellen.

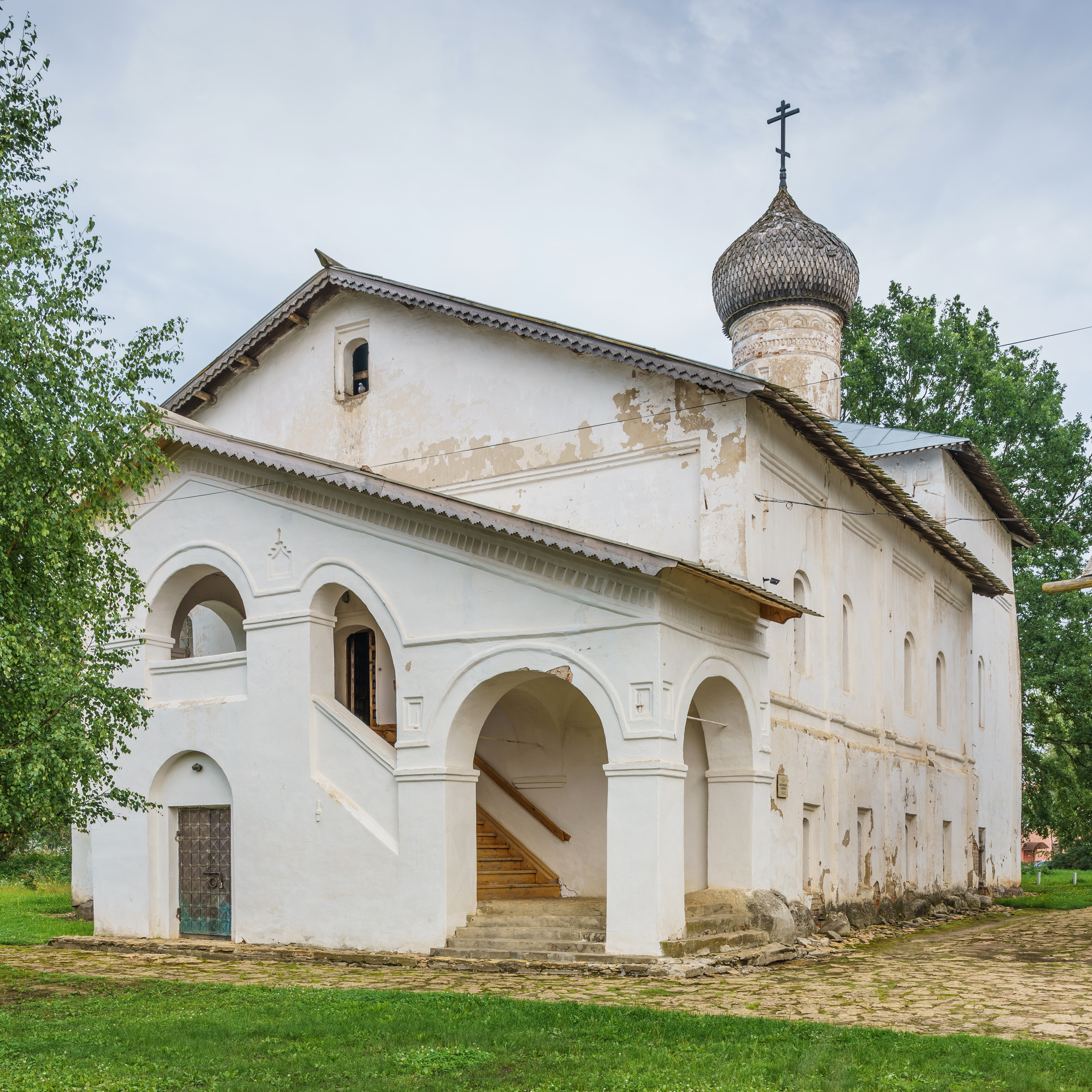
Kirche der Lichtmess mit Refektorium
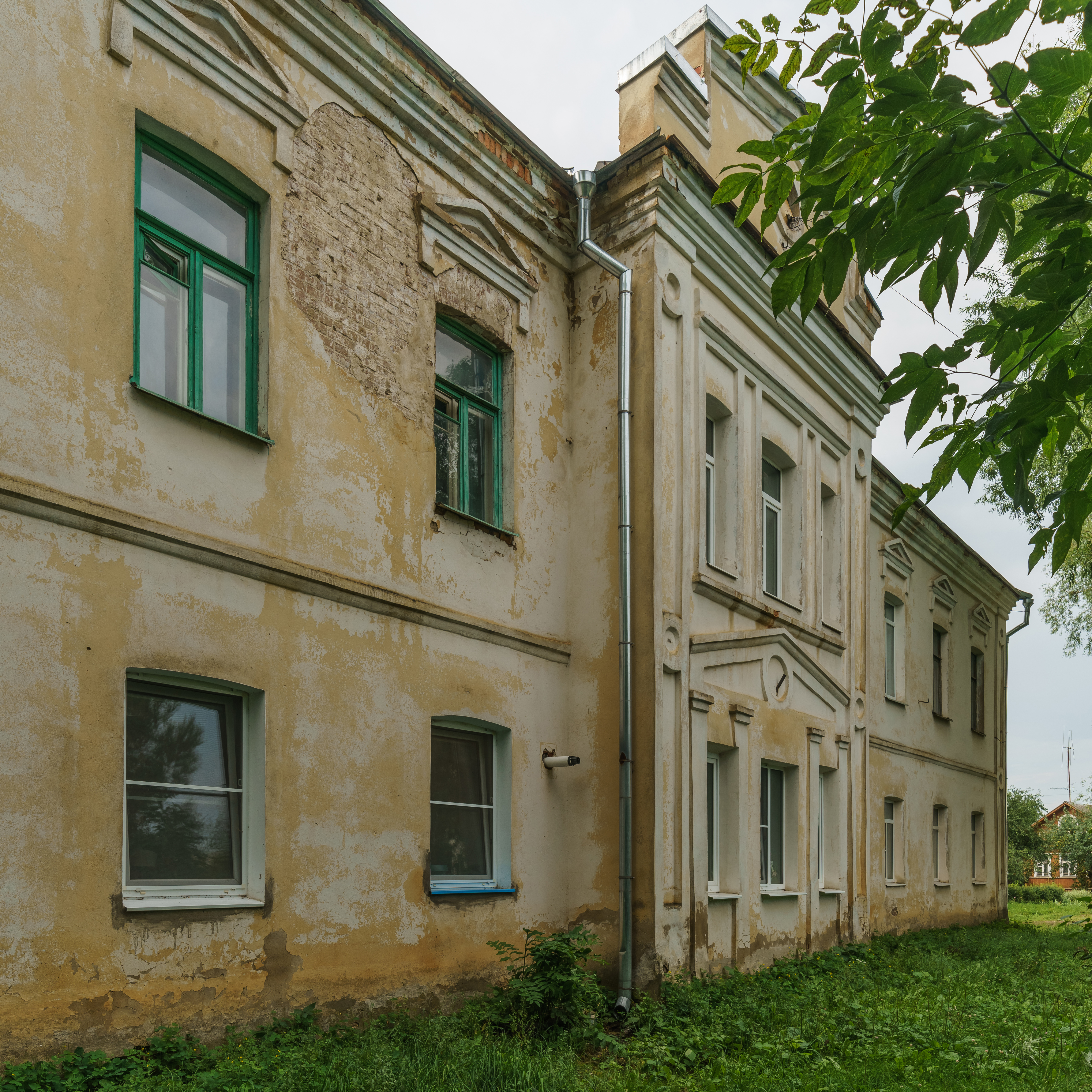
Ehemaliges Brudergebäude
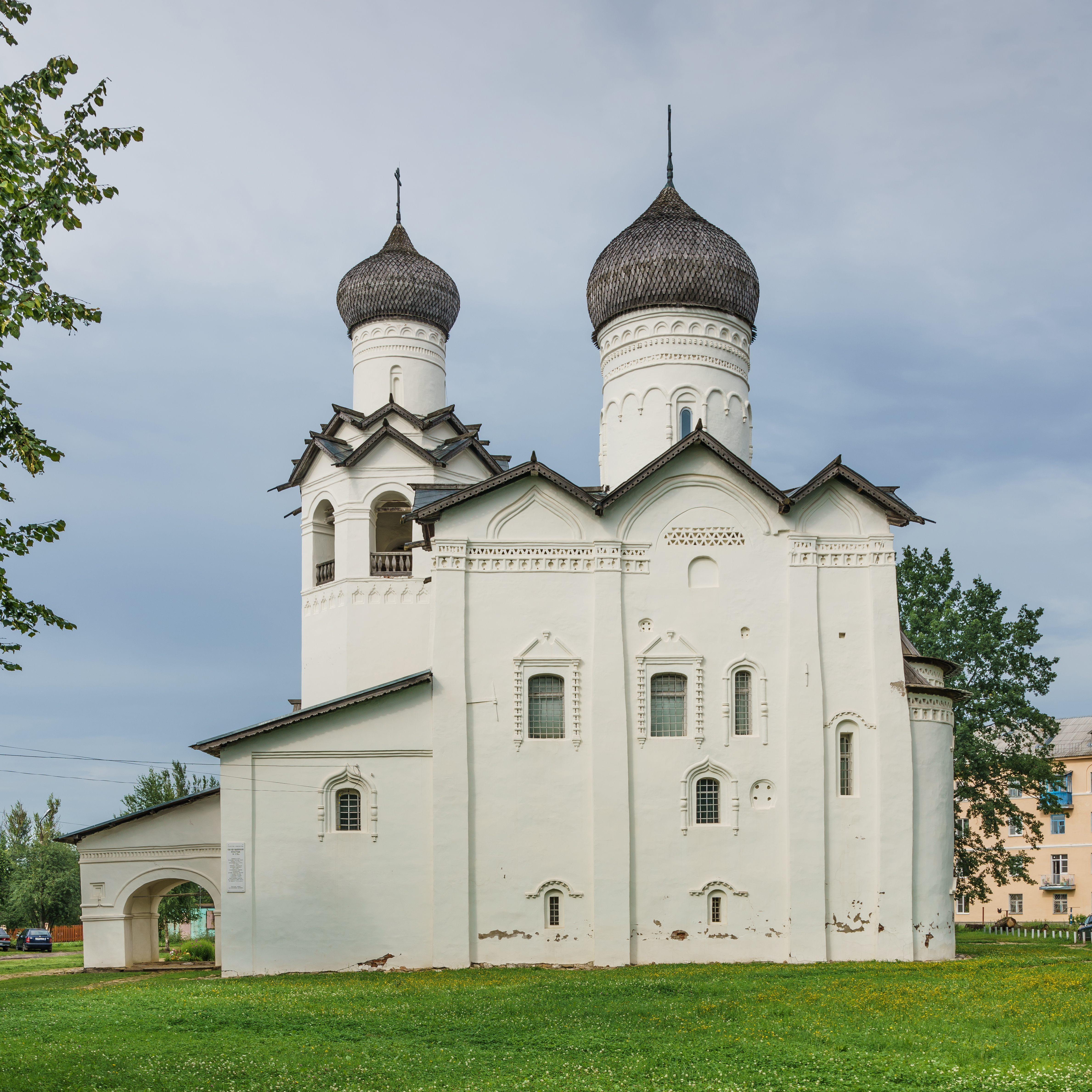
Glockenturm der Verklärungskathedrale
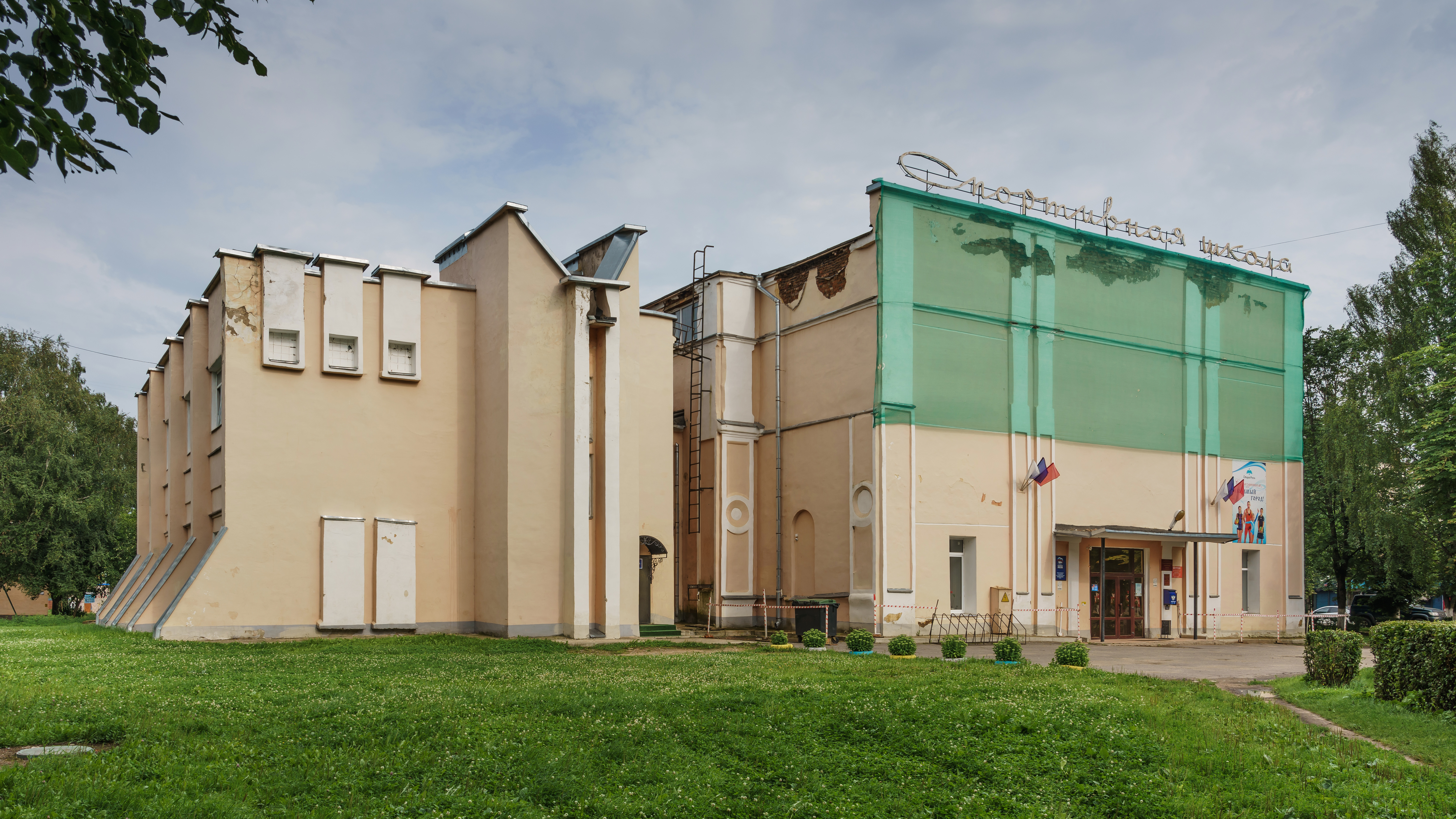
Sportschule, frühere Kirche der Ikone der Muttergottes von Staraja Russa

## Sehenswürdigkeiten
In der Kirche befanden sich (ihr Aufenthaltsort ist derzeit unbekannt):
1. Auf Bitten des Archimandriten Moses und mit dem Segen Seiner Hochwürden Amwrosij, des Metropoliten von Nowgorod und Sankt Petersburg, wurden am 23. September 1805 die Reliquien der folgenden Heiligen, insgesamt 50, aus der Nowgoroder Sophienkathedrale übertragen: 1. der Bischof von Nowgorod, Nikita, 2. Johannes, Erzbischof von Nowgorod; 3. der Priester und Märtyrer Antipas, Bischof von Pergamon; 4. Der ehrwürdige Antonius von Rom, 5. Der Apostel Andreas der Erstberufene, 6. Euphemia, Erzbischof von Nowgorod, 7. Der heilige Johannes Chrysostomus, 8. Der ehrwürdige Johannes Damaszener, 9. Der ehrwürdige Macarius von Ägypten, 10. Ehrwürdiger Ephraim von Novotorzhsk, 11. Rev. Väter, die auf dem Sinai und in Raifa verprügelt wurden, 12. Heilige Märtyrerin Paraskeva, 13. Paraskeva, 13. Der heilige Fürst Fjodor Jaroslawitsch. 14. Der heilige Moses, Erzbischof von Nowgorod, 15. Der heilige Großmärtyrer Nikita, 16. St. Epiphanius, Bischof von Zypern, 17. Der heilige Märtyrer Johannes der Krieger, 18. Der Apostel Jakobus, Bruder Gottes, 19. St. Guria und Barsonophy von Kasan, 20. Theodore von Tyrone, 21. Der Apostel Ananias, 22. Das Gewand des Heiligen Jona, Erzbischof von Nowgorod, 23. Von den edelgeborenen Fürsten Theodore und David von Jaroslawl 24. von den vierzig Märtyrern von Sebastia 25. Der heilige Märtyrer Panteleimon, 26. St. Nikolaus, Erzbischof von Myra, 27. Heilige Großmärtyrerin Barbara, 28. Heiliger Großmärtyrer Georg, 3. Der heilige Fürst Michael von Tschernigow, 30. Der ehrwürdige Alexis, der Mann Gottes, 31. Der ehrwürdige Euthymius von Suzdal, 32. Der heilige Stephanus, Bischof von Perm, 33. Der heilige Clemens, Papst von Rom, 34. St. Martyr Mercury, 35. Der heilige Märtyrer Prokopius, 36. Die von Herodes in Bethlehem geschlagenen Babys, 37. Der heilige Erzdiakon Stephan, 38. Der heilige Jakobus von Borowitschi, 39. Der heilige Märtyrer Christoph 40. St. Märtyrer Jakobus von Persien, 41. Der heilige Märtyrer Theogenes und die Märtyrer von Kizicia; 42. Antipater; 43. Theostichus, 44. Artemias, 45. Theodotus, 46. Magna, 47. Faumasia, 48. Philemon, 49. Rufus und 50. Pfarrer Moses Murinus.
Teile der Reliquien all dieser Heiligen sind in ein Zypressenbrett eingelassen und werden in einem silbernen, vergoldeten Reliquienschrein aufbewahrt. An den Ecken des Reliquienschranks befinden sich vier filigrane Prägungen, auf denen die Evangelisten abgebildet sind. Der Reliquienschrein selbst ist in einer Bronzeschatulle untergebracht.
2. ein silbernes Weihrauchfass, gegossen mit Deckel, in Form eines Turms und mit einem Kreuz, aus dem Jahr 1641.
3. ein gedrucktes Evangelium von 1644, gestiftet von Warlaam, Metropolit von Rostow.
4. Zwei gedruckte Evangelien von 1685 und 1698. Für das Evangelium von 1698 wurde im Februar 1856 ein neuer Einband von Fjodor Andrejewitsch Werchowzew angefertigt.
5. Ein Blattevangelium, geschrieben in halbunzialer Schrift mit Zinnober vom Priester und Heiligen Andreas. Auf der Rückseite der letzten Seite steht in altertümlicher Kursivschrift Folgendes geschrieben: „Im Jahr 7100 (1592), am 26. März, wurde dieses Buch des Evangeliums von dem Priestermönch Andreas im Haus des Allbarmherzigen Erlösers in Staraja Russa niedergelegt.“ Darunter befindet sich eine weitere Inschrift: „Im Sommer des Jahres 7117 (1609) am 23. April schenkte Iwan Fjodorow, der Sohn Tschernowskis aus dem Lachower Land, nachdem er gehört hatte,  dass das heilige Evangelium des allbarmherzigen Erlösers von den Kosaken aus dem Heer des Zaren entwendet worden war, selbiges dem Heiland aller Barmherzigkeit im Kloster in Staraja Russa zurück, um Gott für seine Gesundheit zu bitten und ihm nach seinem Tod zu gedenken; und Bogdanko Petrow, der Sünder, unterschrieb es.“
6. ein silbernes, vergoldetes Altarkreuz mit Reliquien. Auf ihm befindet sich eine gegossenes Kruzifix, um das Kruzifix herum vier runde Stempel mit Abbildungen: zwei Engel, die Mutter Gottes, der Apostel Johannes und der Wundertäter Nikolaus von Myra. Auf der Rückseite des Kreuzes befinden sich 15 Abbildungen verschiedener Heiliger und darunter die Inschrift: „Und dieses lebensspendende Kreuz des Herrn mit wundertätigen Reliquien wurde in Staraja Russa für die Verklärung unseres Herrn Jesus Christus im Jahr 7100 (1592), im Monat Mai, angefertigt. Das Kreuz ist sechs Werst lang. Das Gewicht mit Holz und Reliquien beträgt 80 Goldmünzen.“
7. ein silbernes Kreuz mit den heiligen Reliquien, mit einer Öse an der Spitze versehen. Es ist ziemlich massiv, auf der Vorderseite glänzend vergoldet, zwei Zentimeter lang und breit, an allen vier Enden abgerundet. Auf der Vorderseite dieses Kreuzes ist eine Kreuzigung dargestellt, vor der die Muttergottes und der Apostel Johannes stehen; auf der Oberseite sind die Kreuzigung des Herrn und des Heiligen Geistes zu sehen, und darunter der Kopf von Adam - alles gegossen. In diesem Kreuz befinden sich die heiligen Reliquien: 1. des Apostels Andreas, 2. des Apostels Markus der Evangelist, 3. des Apostels Philippus, 4. des Fürsten Wladimir, 5. der Großmärtyrerin Barbara von Nikomedien, 6. des heiligen Hermann von Kasan, 7. des Großmärtyrers Demetrios von Thessaloniki, 8. des heiligen Johannes Chrysostomus und 9. des heiligen Wundertäters Gregor von Neocäsarea.
8. Das Bildnis Christi des Erlösers, nicht von Händen gemacht, ist 81/2 Werst lang und 7 Werst breit, mit einer silbernen Umrahmung über den Feldern, vergoldet und mit der gleichen Krone, die mit Perlen besetzt ist. Das scharlachrote Ziborium ist in den Wolken mit den Cherubim dargestellt, die um es herum schweben, gestützt von zwei Engeln und einem Cherubim, die silberglasierte Kronen tragen; über ihnen befindet sich in einem Halbkreis die dreifaltige Gottheit, umgeben von Seraphim mit sechs Feuerflügeln. Das Bild dieses sehr alten griechischen Gemäldes wurde dem Kloster der mündlichen Überlieferung zufolge vom Kaiser Peter dem Großen geschenkt.